# Khanat kirghize
 (mars 2022).
 (mars 2022).
Si vous disposez d'ouvrages ou d'articles de référence ou si vous connaissez des sites web de qualité traitant du thème abordé ici, merci de compléter l'article en donnant les références utiles à sa vérifiabilité et en les liant à la section « Notes et références ».
1842–1854
Le khanat kirghize (kirghize : Кыргыз хандыгы) est un État ayant existé de 1842 à 1854 dans la partie nord du territoire du Kirghizistan moderne.
Il a été proclamé à la suite de l'unification de tribus nord-kirghizes.

## Histoire

### Formation du khanat
À l'été 1842, à l'ouest d'Issyk-Kul, dans la région de Kotmaldy, se tient un kurultai regroupant plusieurs tribus nord-kirghizes (Sarybagysh, Bugu, Sayak, Solto, Saruu, Kushchu, Monoldoret Zhetigen). Ormon Niyazbek uulu du clan Sarybagysh y est proclamé Khan.

### Guerre Kirghiz-Kokand

#### Contrôle de Kokand sur le Kirghizistan
Le khanat de Kokand envahit le sud du Kirghizistan sous Khan Umar (1817-1821) et achève la conquête du Kirghizistan sous Khan Madali (1822-1842). À l'issue de ces campagnes militaires, la domination du Kokand Khan est reconnue par toutes les tribus nord-kirghizes. Les dernières poches de résistance sont défaites par la tribu Sayak, dirigée par Tailak, dans le haut Naryn en 1831.
Au début des années 1840, toutes les tribus kirghizes ont reconnu l'autorité du khanat de Kokand. Pour assouvir leur domination, les Kokandiens construisent des forteresses dans les camps nomades des Kirghizes :
- Pishpek, Tokmak et Merke (sur la rivière Chu),
- Aulie-Ata (sur la rivière Talas),
- Kurtka et Toguz-Toro (sur la rivière Naryn),
- Ketmen-Tyube et Dzhumgal (sur la rivière Dzhumgal),
- Bustan-Terek et Tashkurgan (dans le Pamir).

Les tribus nord-kirghizes restent majoritairement autonomes vis-à-vis de la domination Kokand, n'acceptant de payer que la taxe « zeket ». À l'inverse, les tribus du sud du Kirghizistan, telles que la tribu Solto vivant autour de la forteresse Pishpek, ou les tribus Saruu et Kushchu à Talas au sud-est de la forteresse Aulie-Ata, sont totalement subordonnées au khanat de Kokand.
La noblesse du clan féodal des tribus kirghizes du sud est elle pleinement intégrée dans la structure politique de l'État du khanat de Kokand et joue un rôle important, voire décisif dans les affaires intérieures (leur déposition et leur intronisation).

### Invasion de Kenessary Khan
En 1846, les forces des troupes russes ont poussé le dernier Kazakh Khan Kenessary hors des steppes, le forçant à se replier sur le territoire des Sept Rivières dans les vallées des rivières Chu et Ili. Kenessary Khan tente alors de faire alliance avec le dirigeant kirghize Ormon Khan, l'appelant à lutter conjointement contre la Russie et le Kokand. Les Kirghizes dirigés par Ormon Khan rejettent cependant sa proposition.
En colère contre les Kirghizes, Kenessary Khan attaque les camps de leurs tribus près de la rivière Chu. Sa première attaque a lieu la même année, en 1846. Il conquiert les tribus frontalières Solto, Saruu et Kushchu.
Sa deuxième attaque a lieu en février 1847 : avec une armée de 20 000 hommes, Kenessary Khan envahit alors les terres kirghizes. Une bataille a lieu dans la ville de Maitobe contre l'armée kirghize, dirigée par Ormon Khan. Au cours de la bataille, les sultans Rustem et Sypatai trahissent Kenessary et parviennent à emporter une partie importante de son armée. Les troupes restantes de Kenessary Khan sont ensuite vaincues, et Kenessary Khan lui-même est capturé et exécuté.
La défaite des troupes de Kenessary Khan, sa capture par Ormon Khan et son exécution sont accueillies avec approbation tant en Russie qu'à Kokand. Le gouvernement russe, satisfait d'être débarrassé de Kenessary, décernera des médailles d'or à Ormon Khan et Zhantai et leur remettra des robes brodées d'or. D'autres médailles d'or seront également remises aux treize guerriers ayant capturé Kenesary Khan et ses compagnons Dairbek, Kalch et Aksakal.

### Effondrement du khanat
En 1854, une guerre éclate entre Ormon Khan et le manap suprême de la tribu Bugu Borombay biy. En conséquence, Ormon Khan attaque les possessions de Borombay à Yssyk Koul, mais est vaincu et capturé.
Après sa capture, Ormon Khan est gardé pendant un certain temps comme prisonnier de guerre honoraire. Borombai veut le libérer contre la promesse de ne plus attaquer ses terres. Mais l'un des chefs bugin, Balbay-batyr, ennemi de longue date d'Ormon Khan, découvre le projet de libération et le tue.
La mort d'Ormon Khan entraine l'effondrement complet du khanat kirghize, et ses anciens territoires seront annexés à l'Empire russe.